# Liste de scientifiques picards
La liste de scientifiques picards énumère les plus célèbres des scientifiques originaires de Picardie, ou y ayant vécu.

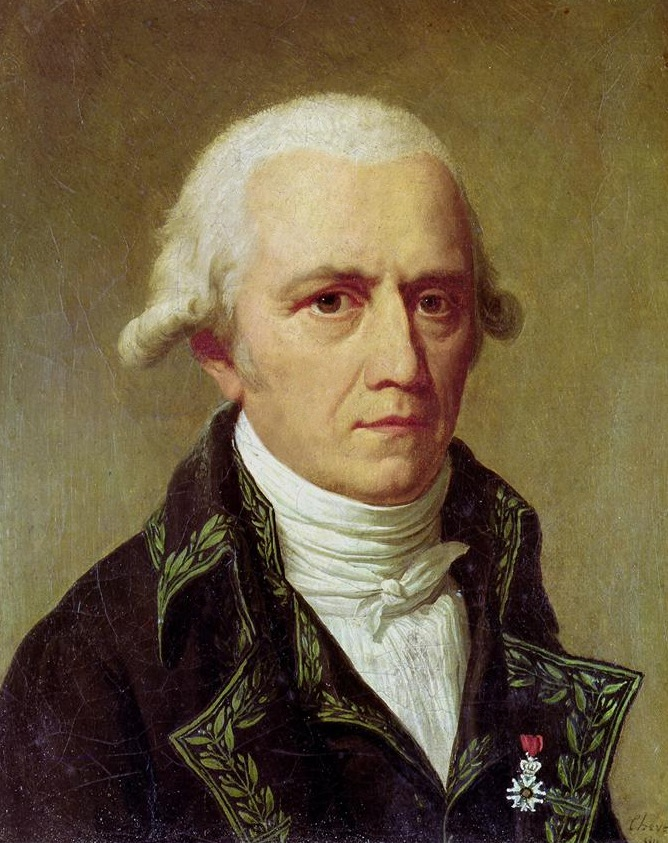
Jean-Baptiste de Lamarck
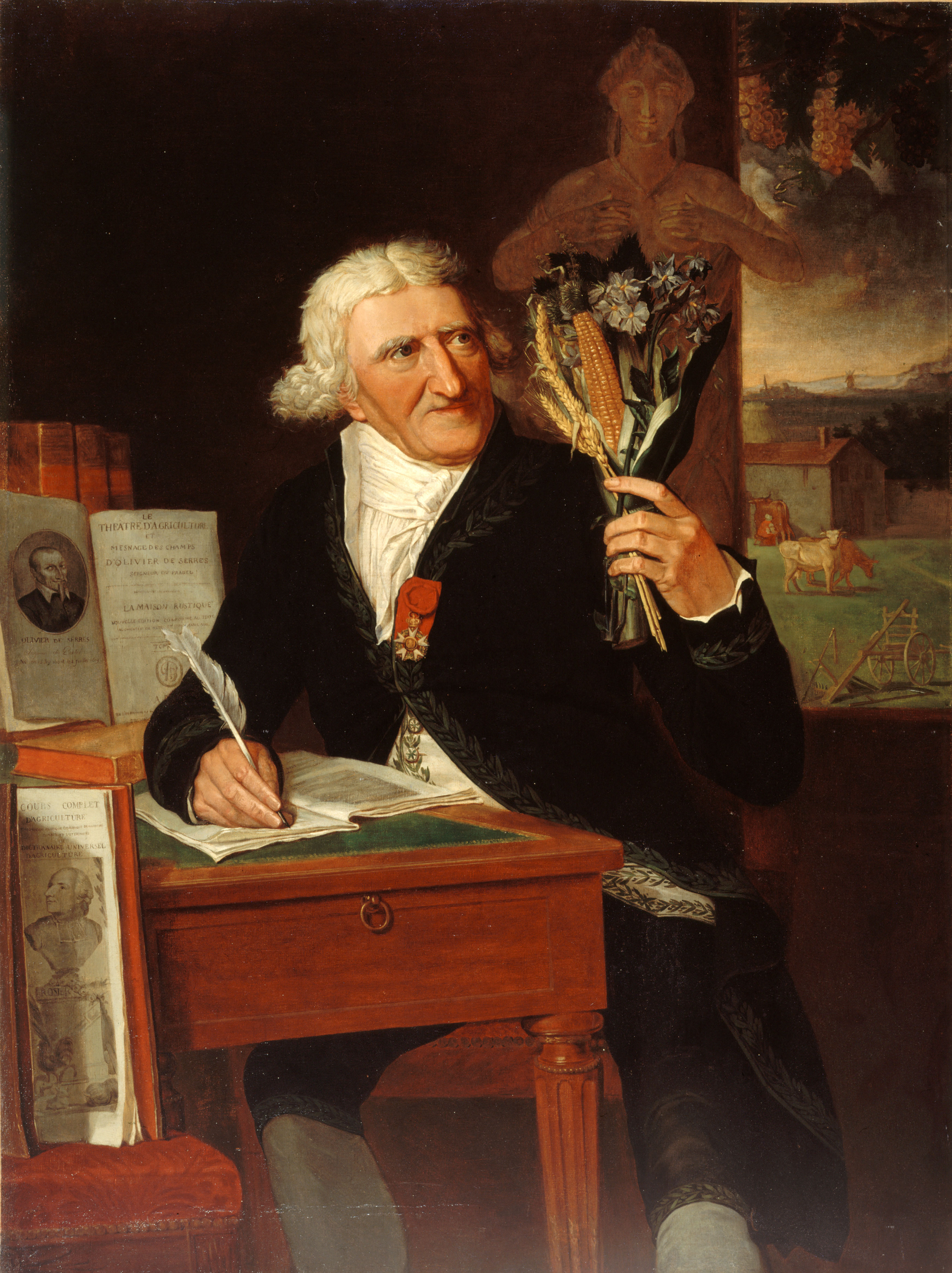
Antoine Parmentier
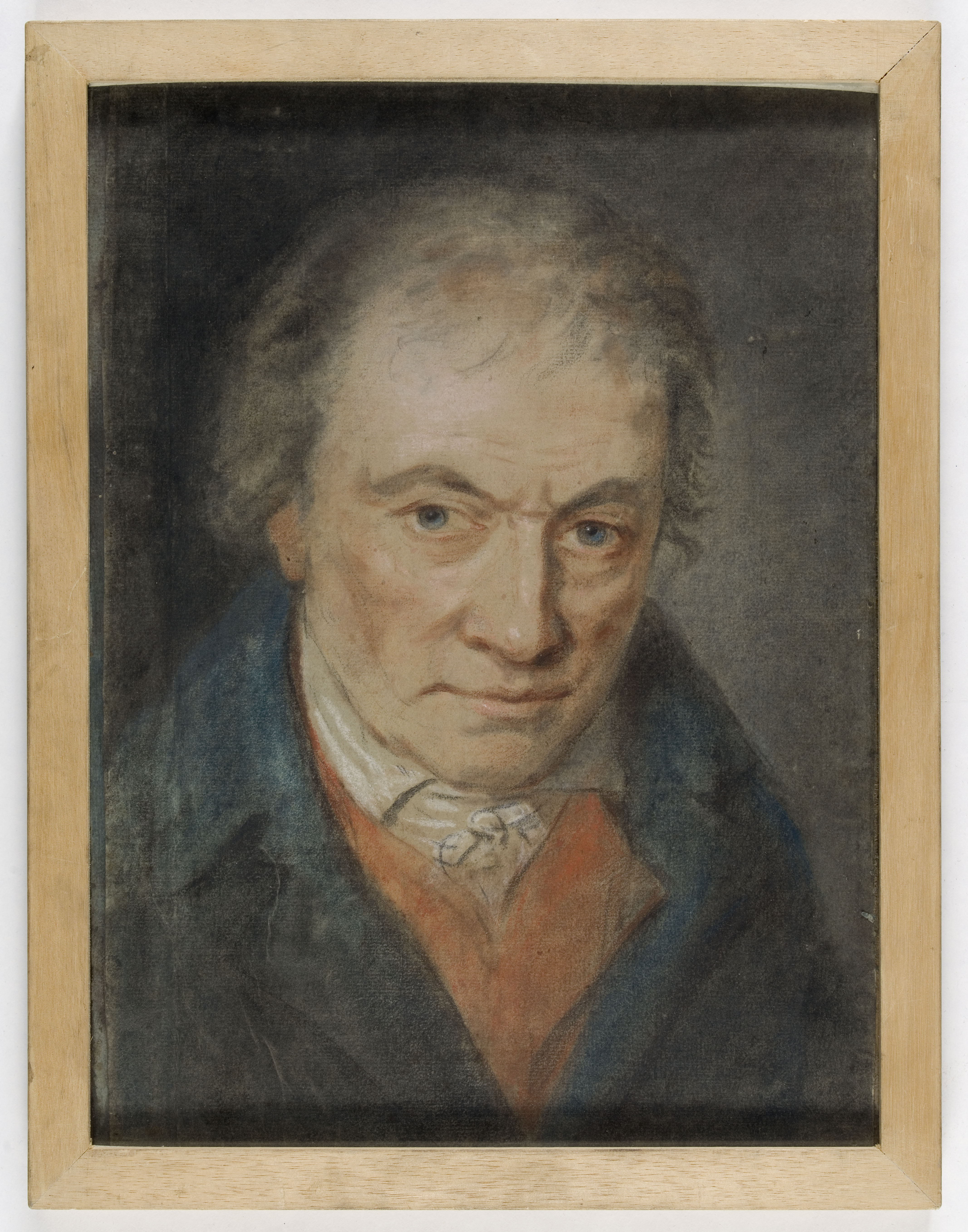
René Just Haüy
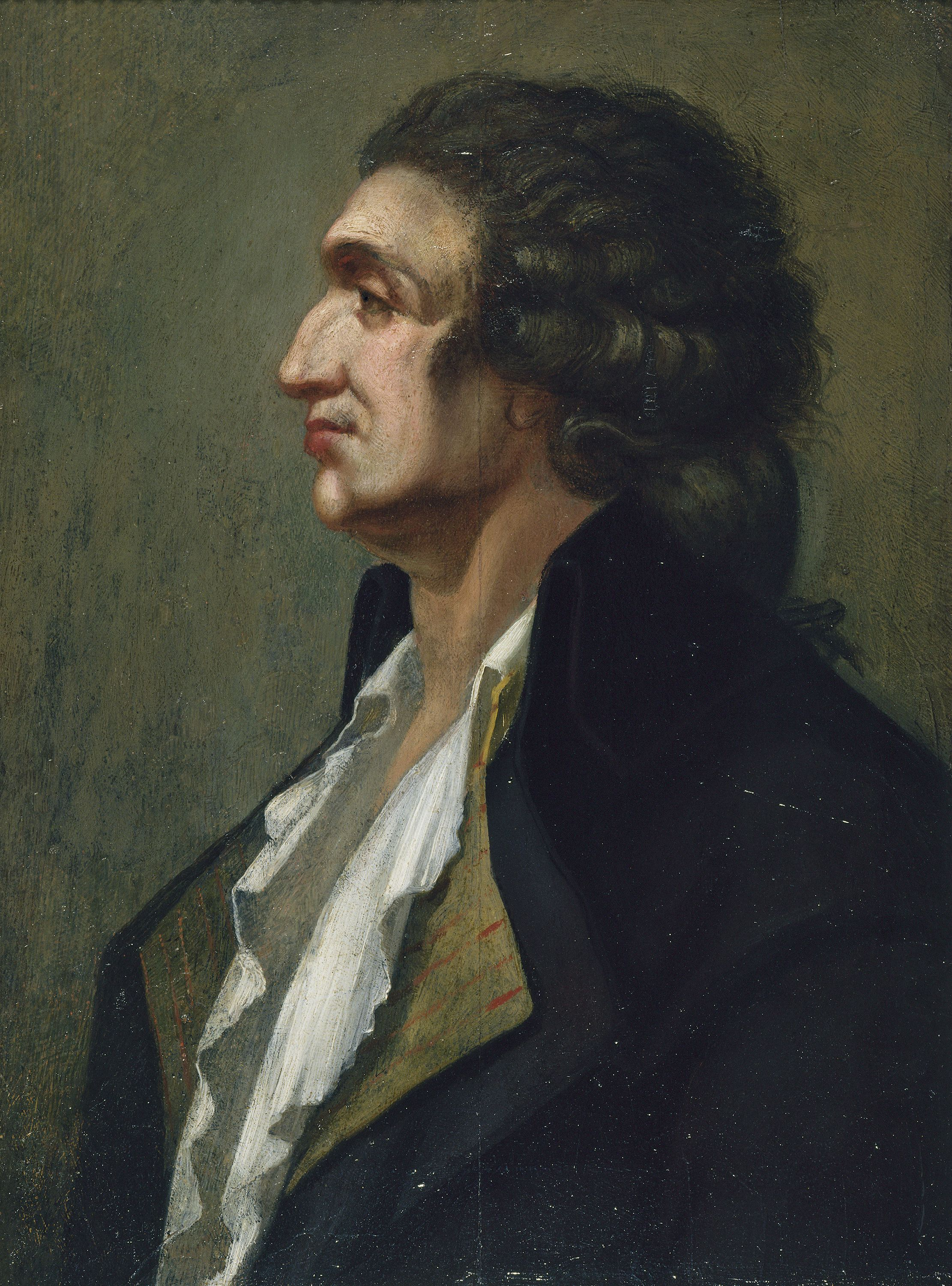
Nicolas de Condorcet
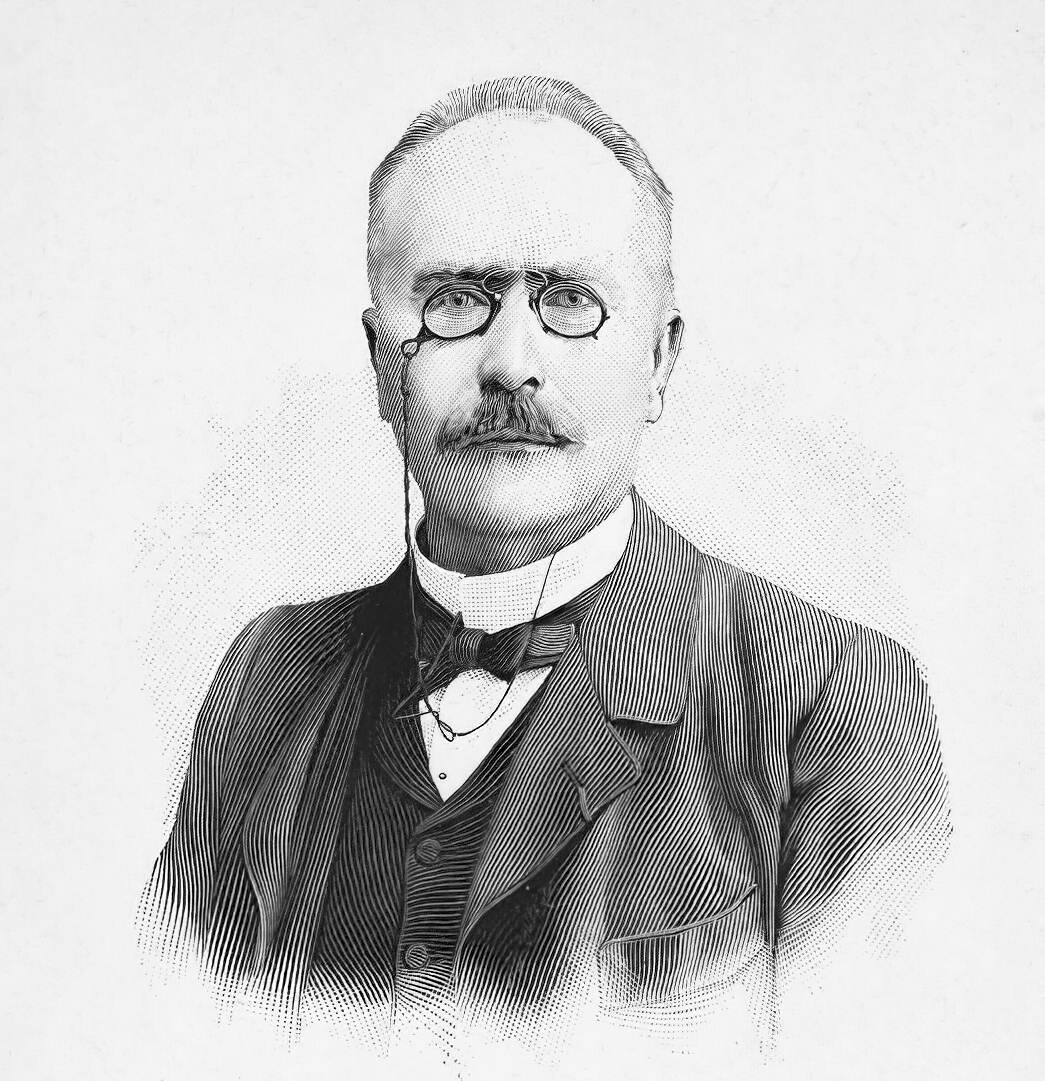
Édouard Branly
Louis Blériot
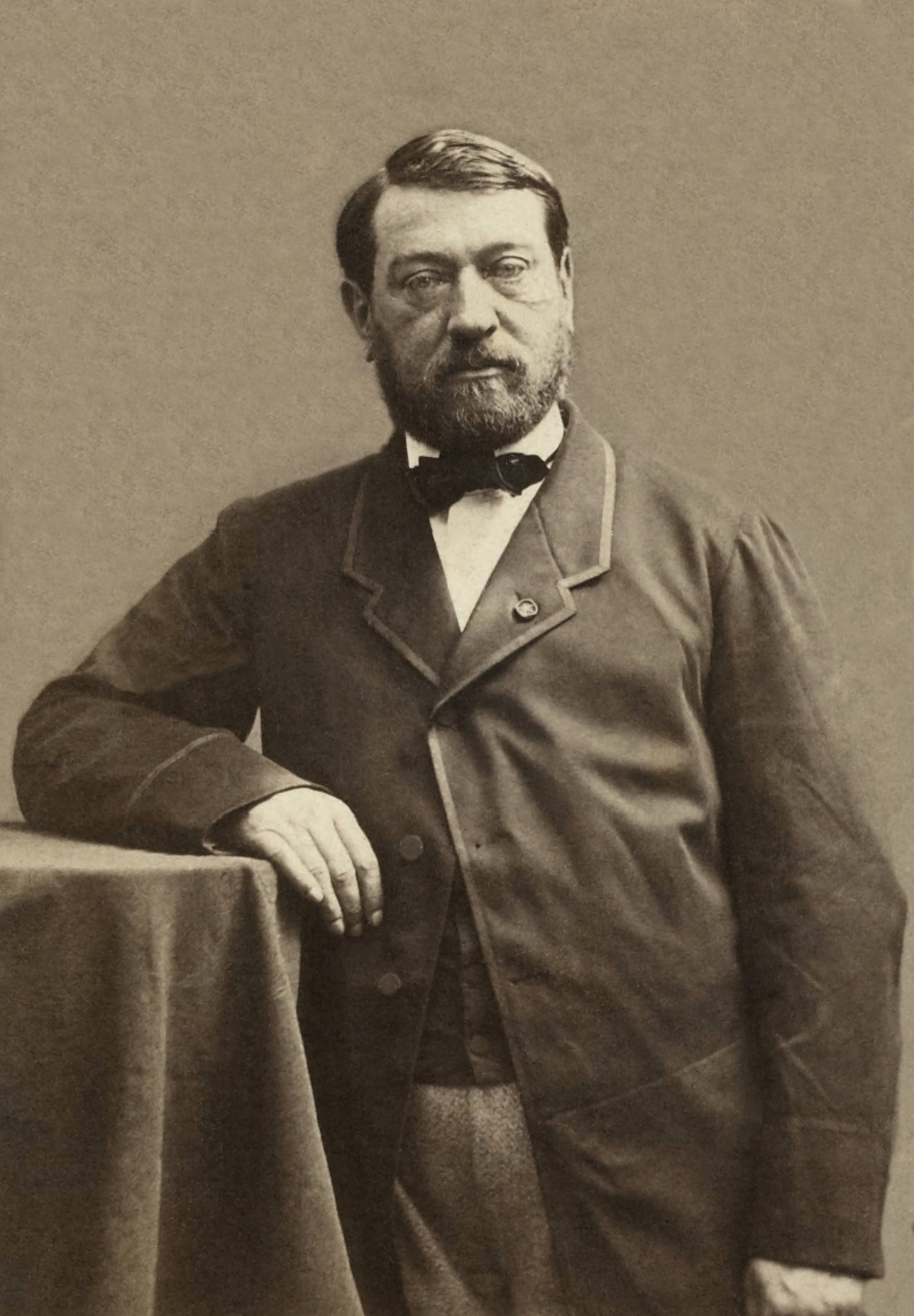
François Auguste Ferdinand Mariette

## Aéronautique
- Louis Blériot (Cambrai, 1872-1936)
- Frères Caudron (Favières, 1882-1915 et 1884-1959)
- Maurice Blanchard (Montdidier, 1890-1960)
- Émile Dewoitine (Crépy, 1892-1979)
- Adrienne Bolland (Le Crotoy, 1895-1975)

## Agronomie
- Antoine Parmentier (Montdidier, 1737-1813)

## Archéologie
- Jacques Boucher de Perthes (Abbeville, 1788-1868)
- Alexandre de La Fons de Mélicocq (Noyon, 1802-1867)
- Amédée Piette (Vervins, 1808-1883)
- Édouard Fleury (Laon, 1815-1883)
- Charles Joseph Pinsard (Amiens, 1819-1911)
- François Auguste Ferdinand Mariette (Boulogne-sur-Mer, 1821-1881)
- Amédée de Caix de Saint-Aymour (Ognon, 1843-1921)
- Roger Agache (Amiens, 1926-2011)

## Architecture
- Martin Chambiges (Beauvais, Senlis, 1460-1532)
- Jean Bullant (Amiens, 1515-1578)
- Jean Barbet (Saint-Valery-sur-Somme, 1605-1654)
- Antoine Vivenel (Compiègne, 1799-1862)
- Charles Joseph Pinsard (Amiens, 1819-1911)
- Clovis Normand (Hesdin, 1830-1909)
- Émile Lavezzari (Berck, 1832-1887)
- Sidney Dunnett (Calais, 1837-1895)
- Louis Brassart-Mariage (Arras, Saint-Quentin, 1875-1933)
- Pierre Drobecq (Amiens, Boulogne-sur-Mer, 1893-1944)
- Aliette de Maillé (Compiègne, 1896-1972)
- Jean Philippot (Compiègne, 1901-1988)
- Henri-Jean Calsat (Chauny, 1905-1991)
- Francis Turbil (Laon, 1925-1991)
- Jean-Michel Wilmotte (Soissons, 1948-)

## Astronomie
- Jean Fernel (Montdidier, 1506-1558)
- Jacques Cassini (Thury-sous-Clermont, 1677-1756)
- Pierre Méchain (Laon, 1744-1804)
- Jean-Baptiste Joseph Delambre (Amiens, 1749-1822)
- Charles André (Chauny, 1842-1912)
- Eugène Cosserat (Amiens, 1866-1931)

## Biologie
- Jean-Baptiste de Lamarck (Bazentin, 1744-1829)
- Louis Thuillier (Amiens, 1856-1883)

## Botanique
- Antoine Parmentier (Montdidier, 1737-1813)
- Jean-Louis Marie Poiret (Saint-Quentin, 1755-1834)
- Jean-Baptiste de Lamarck (Bazentin, 1744-1829)
- Pierre Amable Jean-Baptiste Trannoy (Amiens, 1772-1831)
- Louis Graves (Beauvais, 1791-1857)
- Henri Ernest Baillon (Calais, 1827-1895)

## Cartographie
- Nicolas Sanson (Abbeville, 1600-1667)
- Pierre Méchain (Laon, 1744-1804)

## Chimie
- Antoine Baumé (Senlis, Compiègne, 1728-1804)
- Pierre-François Tingry (Soissons, 1743-1821)
- Noël-Étienne Henry (Beauvais, 1767-1832)
- Théophile-Jules Pelouze (Chevregny, 1807-1867)
- Pierre Alexis Francis Bobœuf (Chauny, 1807-1874)

## Économie
- Nicolas de Condorcet (Ribemont, 1743-1794)
- Natalis Rondot (Saint-Quentin, 1821-1900)
- Olivier Blanchard (Amiens, 1948-)
- Liêm Hoang-Ngoc (Amiens, 1964-)

## Génie
- Jean-Baptiste Vaquette de Gribeauval (Amiens, 1715-1789)
- Pierre Méchain (Laon, 1744-1804)
- Charles Dallery (Amiens, 1754-1835)
- Jean-Baptiste Hubert (Chauny, 1781-1845)
- Alphonse Sagebien (Beauvoir-Wavans, 1807-1892)
- Louis-Xavier Gargan (Coucy-le-Château-Auffrique, 1816-1886)
- Victor Forquenot de La Fortelle (Laon, 1817-1885)
- Charles Tellier (Amiens, 1828-1913)
- Émile Lavezzari (Berck, 1832-1887)
- Éric Carreel (Amiens, 1959-)

## Géologie
- Philippe Taquet (Saint-Quentin, 1940-)

## Géographie
- Paul Helbronner (Compiègne, 1871-1938)
- Philippe Pinchemel (Amiens, 1923-2008)

## Mathématiques
- Charles de Bovelles (Noyon, 1479-1553)
- Jean Fernel (Montdidier, 1506-1558)
- Pierre de La Ramée (Cuts, 1515-1572)
- Jacques de Billy (Compiègne, 1602-1679)
- Nicolas de Condorcet (Ribemont, 1743-1794)
- Pierre Méchain (Laon, 1744-1804)
- Jean-Baptiste Joseph Delambre (Amiens, 1749-1822)
- Louis Poinsot (Clermont, 1777-1859)
- Édouard Lucas (Amiens, 1842-1891)
- Eugène Cosserat (Amiens, 1866-1931)
- Henri-Léon Lebesgue (Beauvais, 1875-1941)

## Médecine
- Jean Fernel (Montdidier, 1506-1558)
- Jacques Charpentier (Clermont, 1524-1574)
- Jacques Grévin (Clermont, 1538-1570)
- Jean Riolan (Amiens, 1539-1606)
- Louis Gayant (Clermont, ?-1673)
- Guy Patin (Hodenc-en-Bray, 1601-1672)
- Georges Mareschal (Calais, 1658-1736)
- Philippe Hecquet (Abbeville, 1661-1737)
- Édouard-François-Marie Bosquillon (Montdidier, 1744-1814)
- Jean-Louis Baudelocque (Heilly, 1745-1810)
- Pierre Lefort (Amiens, 1767-1843)
- Pierre Amable Jean-Baptiste Trannoy (Amiens, 1772-1831)
- Hurtrel d'Arboval (Montreuil-sur-Mer, 1777-1839)
- François-Joseph Cazin (Samer, 1788-1864)
- Eugène Woillez (Montreuil-sur-Mer, 1811-1882)
- Paul Perrochaud (Montreuil-sur-Mer, 1816-1879)
- Henri Ernest Baillon (Calais, 1827-1895)
- Henri Cazin (Samer, 1836-1891)
- Paul Brouardel (Saint-Quentin, 1837-1906)
- Édouard Branly (Amiens, 1844-1940)
- Alice Mathieu-Dubois (Compiègne, 1861-1942)
- Victor Pauchet (Amiens, 1869-1936)
- Félix Dévé (Beauvais, 1872-1951)
- Suzanne Noël (Laon, 1878-1954)

## Minéralogie
- Pierre-François Tingry (Soissons, 1743-1821)
- René Just Haüy (Saint-Just-en-Chaussée, 1743-1822)

## Pharmacie
- Antoine Baumé (Senlis, Compiègne, 1728-1804)
- Antoine Parmentier (Montdidier, 1737-1813)
- Pierre-François Tingry (Soissons, 1743-1821)
- Antoine Quinquet (Soissons, 1745-1803)
- Noël-Étienne Henry (Beauvais, 1767-1832)

## Photographie
- Hippolyte Bayard (Breteuil, 1801-1887)
- Paul Helbronner (Compiègne, 1871-1938)

## Physique
- Jacques Rohault (Amiens, 1618-1672)
- Jean Antoine Nollet (Pimprez, 1700-1770)
- Pierre Méchain (Laon, 1744-1804)
- Charles Guillaume Alexandre Bourgeois (Amiens, 1759-1832)
- Jean-Charles Peltier (Ham, 1785-1845)
- Paul Desains (Saint-Quentin, 1817-1885)
- Édouard Branly (Amiens, 1844-1940)
- Louis Thuillier (Amiens, 1856-1883)

## Zoologie
- Jean-Baptiste de Lamarck (Bazentin, 1744-1829)
- André Marie Constant Duméril (Amiens, 1774-1860)
- François Baillon (Montreuil-sur-Mer, 1778-1855)
- Auguste Dejean (Amiens, 1780-1845)
- Jean Antoine Dours (Péronne, 1824-1874)
- Serge Boutinot (Saint-Quentin, 1923-2017)